# Häfen Kitzingen
Die Häfen Kitzingen umfassen drei Anlandungsstellen am Main, einen Schleusenvorhafen, einen Schutzhafen und einen Sportboothafen in der großen Kreisstadt Kitzingen im Landkreis Kitzingen (Bayern).

## Geographie
Die Häfen Kitzingen liegen an sieben räumlich getrennten Standorten entlang der Bundeswasserstraße Main östlich und südlich des historischen Ortskerns von Kitzingen. Sie befinden sich größtenteils auf einer Höhe von 182 m ü. NN, nur der Schutzhafen liegt bereits unterhalb der Staustufe Kitzingen auf eine Höhe von 178 m ü. NN.
| Lage: Gewässer – km | Hafen:   | Beschreibung                   | Kailänge                         | Ausstattung |
| ------------------- | -------- | ------------------------------ | -------------------------------- | --- |
| 283,6 R             | Hafen ⊙  | Schutzhafen                    | 2 × 185 m, geböscht              | Liegeplätze für die Berufsschifffahrt, Dalben Lagerhalle, Freilagerfläche                                               |
| 284,6 L             | Lände ⊙  | Schleusenhafen                 | 2 × 400 m, gespundet             | Warteplätze für die Berufsschifffahrt                                                                                   |
| 284,7 R             | Lände ⊙  | Neue Mainlände                 | 150 m, geböscht + 250 m Kaimauer | Kranbrücke, 66 m Beam, Mobilbagger, Förderbänder, Hallen- und Freilagerflächen                                          |
| 285,4 L             | Lände ⊙  | Knauf-Lände                    | 185 m, geböscht                  | Kranbrücke 45 m, Freilagerfläche, Schwerlastplatte                                                                      |
| 285,6 L             | Marina ⊙ | Sportboothafen                 | Steganlagen                      | 30 Liegeplätze für Kleinfahrzeuge bis 12 m Länge, 1,6 m Tiefgang, Strom, Wasser, Sanitär, Camping, Grillplatz, Clubhaus |
| 286,4 R             | Lände ⊙  | unteres Mainkai (alter Kraner) | 135 m, Kaimauer                  | Personenschifffahrt |
| 287 R               | Lände ⊙  | Ruderverein                    | 13 m, Steg                       | Schwimmsteg und kleine Landebucht für Muskelkraftfahrzeuge, Bootshaus                                                   |

## Geschichte

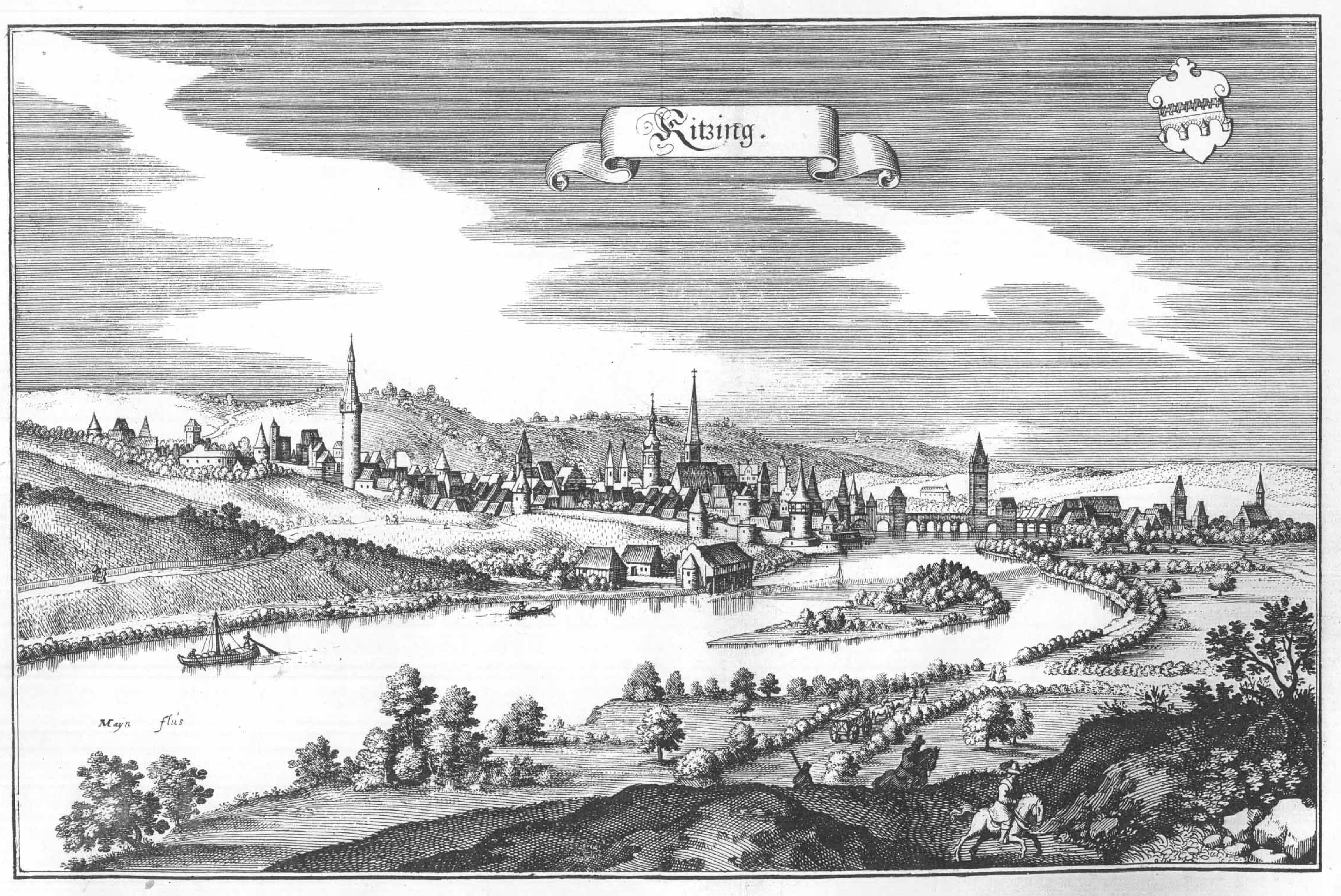
Mainschifffahrt in Kitzingen (1656)

Bereits zu keltischen Zeiten wurde der Main als Wasserstraße genutzt. Es wurde getreidelt und gestakt, geflößt, gefischt, gerudert und gesegelt. Versuche der Römer, über den Maingraben nach Osten bis zur Elbe vorzustoßen, wurden um die Zeitenwende von den germanischen Kimbern zurückgeschlagen. Der Main blieb aber weiterhin ein wichtiger Handelsweg. Zu karolingischer Zeit gab es erste Versuche, den Wasserweg des Maines mit dem Donaugebiet zu verbinden (Fossa Carolina), wovon nur widersprüchliche Überlieferungen und einige wenige Befunde an Überresten bei Graben vorliegen.
Im Mittelalter wurden große Mengen von Holz geflößt, beispielsweise nach Frankfurt, ins Ruhrgebiet, aber auch für den Schiffsbau in Holland. Im 16. Jahrhundert war der Hafen in Kitzingen ein wichtiger Umschlagplatz für den Handel mit Ansbach und Nürnberg.
Das bayerische Urkataster von 1808 erfasste in Kitzingen bereits zwei getrennte Häfen. Der Umschlagsplatz (alter Krahner) befand sich an der Stelle, die heute die Personenschifffahrt als Anlegestelle nutzt, am unteren Mainkai. Direkt gegenüber diente im heutigen Ortsteil Etwashausen ein strömungsfreier Altarm des Mains, in dem ursprünglich der Bimbach mündete, als Wintershall. Dieser wurde als Schutzhafen bspw. bei Sturm, Hochwasser oder Eisgang genutzt. Die Wintershall ist heute zugeschüttet und mit Grünflächen überbaut.
Seit 1830 war Kitzingen von Westen her mit der Dampfschifffahrt erschlossen und die Transportvolumen stiegen auf bis zu 50 Tonnen pro Wasserfahrzeug. 1836 bis 1846 wurde der Ludwig-Donau-Main-Kanal vollendet, und die durchgängige Schiffbarkeit auch zum Donauraum hin ließ die Transportmengen rasch anwachsen. Der Bahnverkehr wurde um 1880 eine ernstzunehmende Konkurrenz für die Schifffahrt. Im Jahr 1900 erreichte die Mainkette Kitzingen und die Transportmengen konnten durch die Einführung der Kettenschifffahrt auf dem Main wieder gesteigert werden, insbesondere durch Stahl- und Kohlelieferungen aus dem Ruhrgebiet. Sowohl im Ersten wie auch im Zweiten Weltkrieg blieb die Schifffahrt wichtig für Kitzingen als Industriestandort und auch als Umschlagsplatz für Kriegsgüter bspw. zum Fliegerhorst Kitzingen hin.
Während Kitzingen 1945 bei der Operation Clarion durch alliierte Bomber stark zerstört wurde, blieben die Hafenanlagen überwiegend intakt und wurden im April von der US Army besetzt. 1953 wurde das Gelände an die Bundesrepublik Deutschland zurückgegeben und die Hafenanlagen in Kitzingen teilweise neu geplant. 1955 wurde der Main dort mit der Staustufe Kitzingen zur Großschifffahrtsstraße weiter ausgebaut. Anfang der 1960er Jahre entstanden am Hafen neue Lagergebäude und die Transportmengen stiegen weiter an, als der Bau des Main-Donau-Kanales fortschritt, der 1972 dann zunächst bis Nürnberg in Betrieb ging.
Umgeschlagen wurden hauptsächlich Kohle, Baustoffe wie Sand und Kies, land- und forstwirtschaftliche Erzeugnisse sowie Düngemittel.
Bis 1977 wurde der Hafen von der Stadt Kitzingen betrieben. Seither ist die Lenz-ZieglerReifenscheid GmbH der Hauptbetreiber.

## Gewerbe und Infrastruktur
Westlich ergänzt die Hafenanlagen heute ein 40 Hektar großes Gewerbegebiet mit wichtiger Infrastruktur. Eine Bahntrasse führt unmittelbar nördlich an den Frachthäfen vorbei, erschließt aber nicht die Kaianlagen. An der Knauf-Lände ist jedoch eine mögliche Trassenführung bebauungsfrei gehalten, um bei Bedarf einen Bahnanschluss mit geringem Aufwand realisieren zu können.
Umgeschlagen werden heute überwiegend Baustoffe, aber auch land- und forstwirtschaftliche Erzeugnisse, Futter- und Düngemittel sowie Schrott.
Ein Mal im Jahr wird der Kitzinger Hafen zur Feiermeile, wenn das Bayern-3-Partyschiff MS Catwalk dort anlegt.
Zunehmend an Bedeutung gewinnt die Personenschifffahrt, insbesondere die Flusskreuzfahrten. Im Mainfranken werden hohe fünfstellige Passagierzahlen jährlich gezählt.

## Verkehr
Die Umschlagsländen sind über die Staatsstraßen 2270 und 2271 zur Bundesstraße 8 hin erschlossen. Die Knauf-Lände ist mit einer kreuzungsfreien Auffahrtsmöglichkeit zur B 8 ausgestattet und die Zufahrtswege sind für eine Belastbarkeit bis zu 70 Tonnen dimensioniert.
An allen Hafenteilen bestehen ÖPNV-Zustiegsmöglichkeiten in jeweils wenigen hundert Metern Entfernung.